# Pseudonympha narycia
Pseudonympha narycia is een vlinder uit de onderfamilie Satyrinae van de familie Nymphalidae. De wetenschappelijke naam van de soort is voor het eerst geldig gepubliceerd in 1857 door Hans Daniel Johan Wallengren.